# Товариство піклування про жіночу освіту в м. Катеринославі
Товариство піклування про жіночу освіту в м. Катеринославі - об'єднання громадських діячів, меценатів м. Катеринослав з метою сприяння жіночій освіті. Об'єднання почало свою діяльність у 1860 році. Найбільш відомими учасницями стали Олександра Риндовська та Катерина Мессарош.
«Товариство піклування жіночою освітою у м. Катеринославі»розпочало свою діяльність у жовтні 1860 р. 1872 р. воно вже настільки зміцніло і розширило свою діяльність, що відкрило безкоштовну школу для приїжджих учениць. У 1883 р. були організовані народні читання, у 1887 р.– професійні рукодільні школи, у 1893 р.– «вечірні малювальні класи», у 1898 р.– платне відділення «школи на Чечелевці». 

## Історія діяльності Товариства
21 квітня 1872 р. відбулись  перші збори Товариства, на яких з промовою виступив директор чоловічої гімназії З.В. Коленко, закликавши знайти кошти для поширення жіночої середньої освіти. Обраний розпорядчий комітет розпочав пошук приміщення для нової школи, складання навчальних програм. Катеринославська міська дума вирішила питання з приміщенням, орендувавши клуб у міському саду.
24 квітня 1874 р. відбулось відкриття жіночого училища у складі трьох відділень. Спочатку мали намір брати плату за навчання, але пізніше від цієї думки відмовились і таким чином у Кате‑ ринославі з’явилась безкоштовна жіноча школа з шестирічним терміном навчання. У перший рік існування сюди вступили 88 дівчат, уже через десять років їх кількість становила понад 250. Ось чому з 1883 р. розпочалися клопотання щодо будівництва нового приміщення, для чого почався збір пожертвувань. Закладання будинку відбулося в листопаді 1883 р. і вже в наступному році в ньому розпочалися заняття.
Джерелом утримання школи були членські внески товариства, субсидії від губернського земства і міста, різні пожертвування, збори із заходів, які влаштовувались. Із 1879 р. по 1889 р. Товариство утримувало також окрему фабричну жіночу школу, але через відсутність зручного приміщення змушено було перевести її до будинку безкоштовної жіночої школи.
Педагогічний колектив про‑ водив велику просвітницьку ро‑ боту серед населення. Із 1883 р. при безкоштовній школі були організовані так звані народні читання. Всі бажаючі могли отримати певні знання з пропонованої тематики у галузях історії, куль‑ тури, природничих і точних наук. Систематично такою роботою в той час у Російській імперії не займалися в жодному місті. Народні читання відбулись і в дні святкування 100-річчя Катеринослава.
У лютому 1882 р. її опікунська рада звернулась до міської думи з пропозицією знайти кошти для відкриття жіночої чотирикласної прогімназії замість паралельних молодших класів, що дозволило б збільшити паралелі у старших. Міська дума на засіданні від 7 квітня 1882 р. ухвалила рішення про організацію у місті другої гімназії, розраховуючи на фінансову підтримку по‑ вітового земства, міських і дворянських товариств Верхньодніпровська, Новомосковська та Павло‑ града. Однак узгодження аспектів цього питання затягувалось, і тому 10 серпня 1883 р. міська дума подала клопотання перед Міністерством освіти щодо відкриття у Катеринославі чотирикласної жіночої прогімназії на кошти міста. Такий дозвіл було отримано від опікуна Одеського навчального округу 25 серпня того ж року.
Директором майбутнього навчального за‑ кладу опікунська рада обрала А.І. Вальяно, а почесною піклувальницею К.І. Мессарош. Дім було наймано у міщанина Денисенка і через «Екатеринославский листок» оголошено про відкриття прогімназії, яке призначили на 30 жовтня 1883 р.
Заняття почались 7 листопада 1883 р., і, щоб виконати програму, педагоги прогімназії проводили додаткові уроки без‑ коштовно. Кількість учениць зростала: у 1884 р. їх було 92, у 1885 р.– 117, у 1886 р.– 164 (у цьому році відкрито 4-те відділення, прогімназія стала повною і в такому вигляді проіснувала до 1891 р.). До цього часу в ній були відсутні кабінети, було декілька невеликих колекцій, навчальних посібників і близько 700 книжок. Проте кваліфікований педагогічний колектив (що зазначали у своїх звітах під час відвідування прогімназії окружні інспектори і попечитель навчальної округи), а також щедрі пожертвування попечительки К.І. Мессарош (тільки за перші 3 роки вона дала прогімназії більше 2300 крб) відкривали перед цим навчальним закладом нові перспективи.
У червні 1887 р. відбувся перший випуск вихованок прогімназії, які перейшли в 5-й клас Маріїнської гімназії. У 1892 р. було відкрито 6-й, а з відкриттям 1 серпня 1893 р. 7-го класу у Катеринославі з’явилась ще одна жіноча міська гімназія. На момент перетворення у ній навчалось 335 учениць, у тому числі 218 – з міщан та 117 – з дворян і чиновників. Утримувалась гімназія думою на кошти міста, гроші, що надходили від учениць, благодійних внесків (особливо від К.І. Мессарош) і кошти, отримані від уроків танців.
12 травня 1913 р. група викладачів і професорів Катеринославського гірничого інституту, до складу якої увійшли Л.В. Писаржевський, В.О. Волжин, С.А. Заборовський, Л.Л. Іванов, М.Й. Лебедєв, Е.А. Штебер, О.М. Терпигорєв, С.Б. Шарбе та промисловець М.С. Копилов і представниця руху за вищу освіту жінок О.В. Тихонова, створили ініціативну групу заснування Вищі жіночі курси в Катеринославі. До них пізніше приєдналися і представник міського самоврядування (голова губернської земської управи, міський голова), підприємці тощо. Був розроблений проект статуту Вищих жіночих курсів, який був заслуханий і ухвалений вже 28 травня 1913 р. Курси засновувалися як приватні з подальшим переходом їх у підпорядкування "Товариства піклування про жіночу освіту в м. Катеринославі". О.В. Тихонова та М.С. Копилов взяли на себе роль офіційних засновників відповідно до вимог законодавства.
Катеринославські вищі жіночі курси стали самостійним навчальним закладом після їх затвердження у Петрограді. Дозвіл на відкриття ВЖК був отриманий у середині липня 1916 р. У перший рік існування ВЖК більшість викладачів цього закладу складали професори й викладачі Катеринославського гірничого інституту та Харківського університетету. 
Із приходом до влади гетьмана П. Скоропадського у квітні 1918 р. й створенням у Києві комісії з вищих навчальних закладів під головуванням акад. В. І. Вернадського вирішальну роль у заснуванні самостійного класичного університету в Катеринославі відіграло місцеве самоврядування за підтримки громадськості: «Потреба відкриття університету в Катеринославі дуже велика. Про це катеринославське земство давно вже клопоталось, але дозволу старий російський уряд не давав. Тепер же... з утворенням української самостійної держави становище змінилось на користь українського народу, і Земська управа, маючи надію, що в відкритті університету не буде відмовлено, найпокірніше прохає Міністерство народної освіти відкрити в цім же 1918 році університет у місті Катеринославі у складі таких факультетів: юридичного, історико-філологічного, фізико-математичного та медичного, задля якого земство має клініку – земську лікарню, добре улаштовану. На заснування університету земське зібрання сесії 1916 року асигнувало півтора мільйона карбованців. Міська Дума теж асигнувала півтора мільйона карбованців і призначила 8 десятин землі. В справі улаштування університету земство теж візьме значну участь надалі».
Проте, проіснувавши близько двох років, Катеринославські вищі жіночі курси було реорганізовано на Катеринославський університет, а медичний факультет згодом трасформувався на Катеринославську медичну академію.